# Шкулипа, Николай Иванович
Николай Иванович Шкулипа (7 октября 1924, Бузовка, Екатеринославская губерния — 19 декабря 1960, Бузовка, Днепропетровская область) — советский военный, разведчик 992-го стрелкового полка. Герой Советского Союза.

## Биография
Родился 7 октября 1924 года в селе Бузовка ныне Магдалиновского района Днепропетровской области. Украинец.
Окончил 6 классов, курсы комбайнёров. Работал в колхозе. Перед оккупацией территории Днепропетровской области в августе 1941 года участвовал в эвакуации техники района в тыл страны. С приходом немецких войск находился на временно оккупированной территории.
В Красную армию призван после освобождения Магдалиновского района в сентябре 1943 года, с октября этого же года — на фронте. Первое боевое крещение принял при форсировании Днепра в составе сапёрного батальона. С развитием наступления на Правобережной Украине Н. И. Шкулипа был направлен на двухмесячные курсы в город Шуя, после окончания которых получил назначение разведчиком в 992-й стрелковый полк 306-й Рибшевской стрелковой дивизии 43-й армии 1-го Прибалтийского фронта.
В июне 1944 года полк, преследуя противника, вышел к Западной Двине. Разведывательная группа, в составе которой действовал красноармеец Шкулипа, получила задание: используя подручные средства, переправиться через реку Западная Двина у деревни Шарипино, захватить плацдарм и удерживать его до подхода главных сил.
24 июня 1944 года, под прикрытием мощного артиллерийского и миномётного огня, группа на рыбачьих лодках начала форсирование. Противник, обнаруживший переправу разведчиков, открыл плотный заградительный огонь. Достигнув берега, десантники атаковали первую траншею противника и выбили оттуда фашистов. Шкулипа, действуя автоматом и гранатами, уничтожил около десяти вражеских солдат.
В течение дня противники четыре раза пытались вернуть утраченные позиции. В ходе контратак группа понесла значительные потери. Ощущалась нехватка боеприпасов. Во второй половине дня враг ввёл в бой танки. При поддержке артиллерии с левого берега разведчики выстояли. За день разведгруппа уничтожила около роты вражеских солдат и офицеров. С наступлением темноты на правый берег реки переправились остальные подразделения полка и развили успех группы.
Указом Президиума Верховного Совета СССР от 22 июля 1944 года за мужество, отвагу и героизм, красноармейцу Шкулипе Николаю Ивановичу присвоено звание Героя Советского Союза с вручением ордена Ленина и медали «Золотая Звезда».
В ноябре 1944 года Н. И. Шкулипа был направлен в Ярославское, а затем в Рязанское военное автомобильное училище, которое окончил в 1946 году. С 1953 года старший лейтенант Шкулипа в запасе. Вернулся на родину. Работал в колхозе «Украина».
Награждён орденом Ленина, медалями.
Умер 19 декабря 1960 года. Похоронен в Бузовке.